# خونسرد (کمیک)
خونسرد (به انگلیسی: Coldblood) (اریک سالوین) یک شخصیت تخیلی و ابرتبه‌کارانه در کتاب‌های کامیک می‌باشد. این کاراکتر به دست داگ موئنچ و پائول گولاسی خلق شده و در مارول کمیکس تقدیم می‌کند (سری اول) شماره ۲۶ام (اوت ۱۹۸۹) معرفی شد.
جدا از کتاب‌های کامیک، شرکت مارول از خونسرد در دیگر کالاهای خود از جمله پوشاک، اسباب‌بازی، ورق بازی، انیمیشن‌های تلویزیونی و بازی‌های رایانه‌ای استفاده کرده است.
جیمز بج دیل نقش اریک سالوین را در فیلم سینمایی مرد آهنی ۳ (۲۰۱۳) بازی کرده است.